# Konserveringslag
En konserveringslag är en fysikalisk lag som statuerar att en viss storhet, i vissa fysikaliska system bevarar sitt värde efter en viss händelse. Energin är en konserverad storhet som sålunda bevaras vid olika fysikaliska händelser. Andra konserverade storheter är till exempel rörelsemängd (elastiska stötar), rörelsemängdsmoment (vissa rotationer) etc.
- Lagen om energins bevarande (energiprincipen)
- Lagen om rörelsemängdens bevarande (härledd ur Newtons tredje lag)
- Lagen om rörelsemängdsmomentets bevarande (härledd ur Newtons tredje lag)
- Lagen om bevarande av elektrisk laddning

Vilka storheter som bevaras efter en specifik händelse (ett visst fysikaliskt förlopp) beror på vilka krafter som verkar, symmetrier etc. Se Noethers sats.
Konserveringslagarna beskriver vad som inte förändras i en process. Förändring är komplicerat att beskriva teoretiskt, men genom att ta fasta på identiteter, vad som inte förändras, kan man ofta indirekt beräkna vissa storheters förändrade värden.